# 6324 Kejonuma
6324 Kejonuma este un asteroid din centura principală, descoperit pe 23 februarie 1991, de Shigeru Inoda și Takeshi Urata.